# Eusebio Ayala

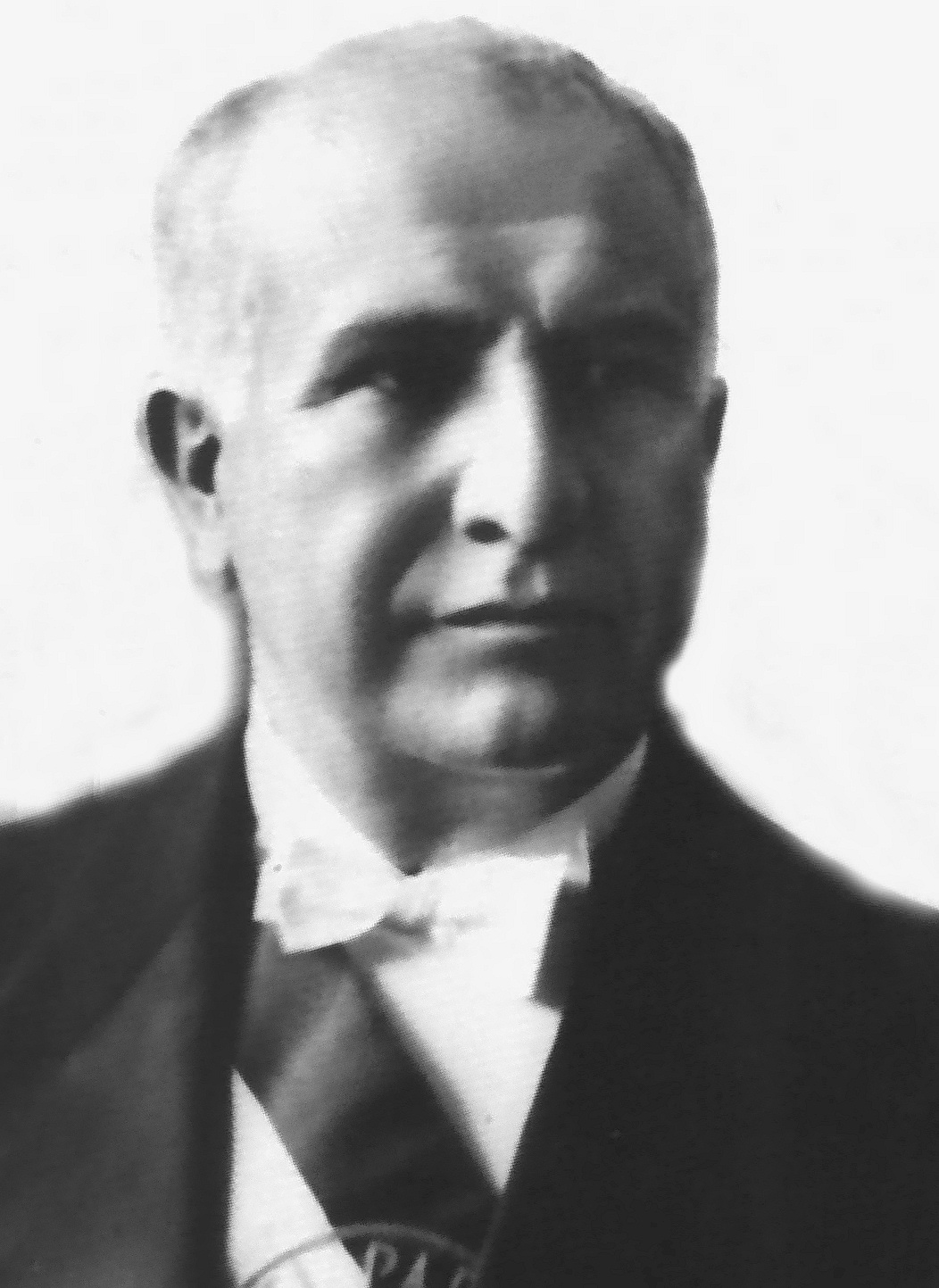
Eusebio Ayala

Eusebio Ayala (* 14. August 1875 in Barrero Guasú, heute Distrikt Eusebio Ayala; † 4. Juni 1942 in Buenos Aires) war zweimal Präsident von Paraguay: vom 3. November 1921 bis zum 1. April 1923, und vom 15. August 1932 bis zum 17. Februar 1936. Er gehörte der liberalen Partei an. Während seiner zweiten Legislatur stand das Land im Chacokrieg gegen Bolivien, seit dem siegreichen Ausgang für Paraguay trägt Ayala in der offiziellen paraguayischen Geschichtsschreibung den Titel Presidente de la Victoria.